# Lethe minima
Lethe minima är en fjärilsart som beskrevs av Teiso Esaki 1924. Lethe minima ingår i släktet Lethe och familjen praktfjärilar. Inga underarter finns listade i Catalogue of Life.